# 715 v.Chr.
Het jaar 715 v.Chr. is een jaartal volgens de christelijke jaartelling.

## Gebeurtenissen

### Palestina
- Koning Hizkia (715 - 687 v.Chr.) regeert over de vazalstaat Juda.

### Egypte
- Farao Shabaka resideert in Memphis en versterkt zijn grip over de Nijl-delta en de Westelijke Oases.
- Shabaka herenigd Opper- en Neder-Egypte, de farao's Bakenrenef en Osorkon V erkennen zijn gezag.
- Ammeris wordt benoemd tot gouverneur van de stad Saïs.

### Assyrië
- Koning Sargon II verslaat Iamani van Ashdod. Hij vlucht naar Egypte, maar wordt uitgeleverd aan Assur.
- Koning Daiaukku van Medië wordt door de Assyriërs gevangengenomen en naar Syrië gedeporteerd.

## Overleden
- Achaz, koning van Juda
- Osorkon V, farao van Egypte